# Médicos sem Fronteiras (Brasil)
A organização internacional de ajuda humanitária Médicos sem Fronteiras mantém um escritório no Brasil, no Rio de Janeiro.
A organização estabeleceu seu escritório no país em 2006 com o objetivo de promover ações de comunicação, captar recursos financeiros e recrutar profissionais.
O escritório, localizado no Rio de Janeiro, é uma delegação do Centro Operacional de Bruxelas e tem suas atividades financiadas com recursos de cidadãos de vários países, e também do Brasil.

## A Organização Internacional de Médicos Sem Fronteiras
Médicos Sem Fronteiras foi criado em 1971, na França, por jovens médicos e jornalistas, que atuaram como voluntários no final dos anos 60 em Biafra, na Nigéria. Enquanto a equipe médica socorria vítimas em uma brutal guerra civil, o grupo percebeu as limitações da ajuda humanitária internacional: a dificuldade de acesso ao local e os entraves burocráticos e políticos faziam com que muitos se calassem frente aos fatos testemunhados.
MSF surge como uma organização médico-humanitária que associa socorro médico e testemunho em favor das populações em risco. A organização trabalha em cima de determinados eixos de atuação. São eles: conflitos armados, epidemias, fome e desnutrição, desastres naturais e exclusão de cuidados médicos.
A organização é uma iniciativa independente de governos e sustentada, em grande parte, por contribuições privadas, fato que lhe confere liberdade e agilidade para oferecer ajuda humanitária onde for preciso.

## Os principais modos de ação de Médicos Sem Fronteiras
- Assistência de saúde primária em centros de saúde e clínicas móveis;
- Alimentação e nutrição;
- Saúde materno-infantil;
- Campanhas de vacinação;
- Diagnóstico, tratamento e prevenção de doenças específicas (malária, tuberculose, chagas, HIV/AIDS etc.);
- Atendimento a feridos e cirurgia de guerra;
- Cuidados de saúde mental;
- Atendimento a vítimas de violência sexual;
- Distribuição de alimentos e de itens de abrigo de primeira necessidade;
- Construção e manutenção de estruturas de água e saneamento;
- Recuperação de hospitais e clínicas;
- Treinamento de profissionais (equipe MSF e parceiros de organizações governamentais e não governamentais);

## Ações de Médicos Sem Fronteiras no Brasil

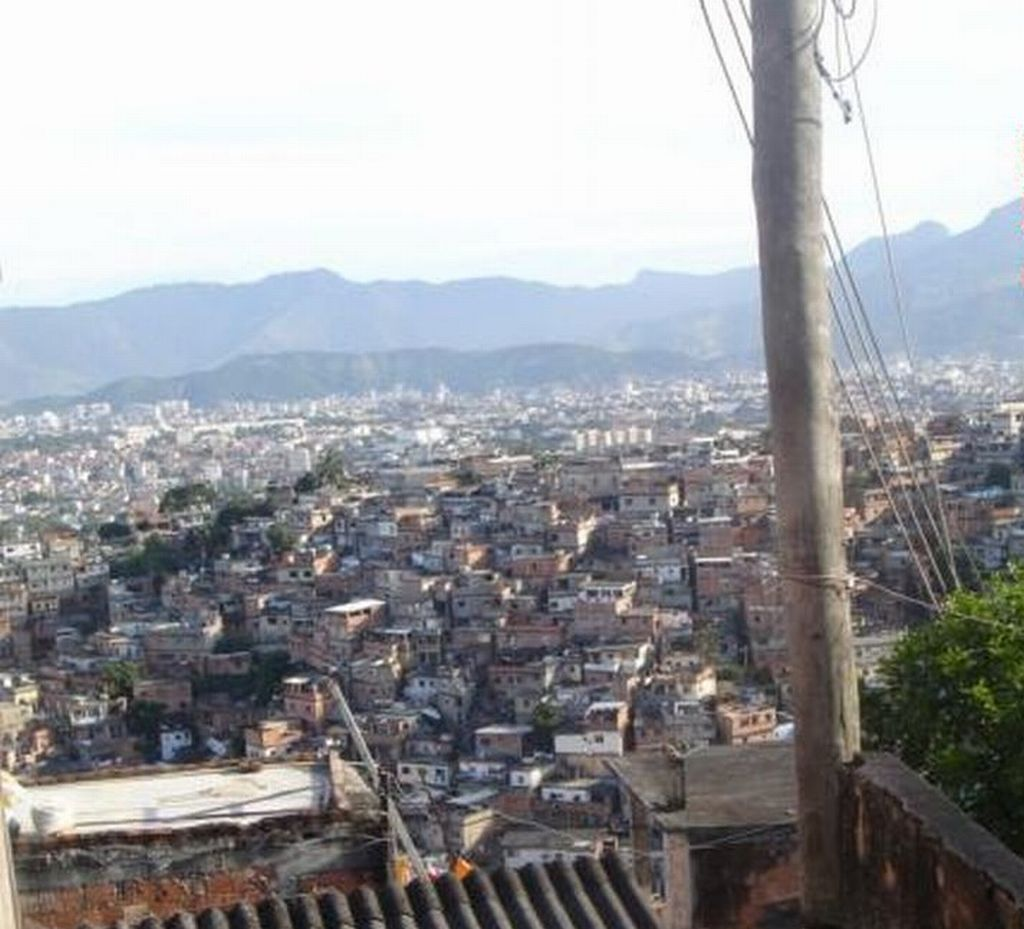
Complexo de Favelas do Alemão, na cidade do Rio de Janeiro, onde funcionou a Unidade de Emergência de MSF.

MSF está presente no Brasil desde 1991. Dedica-se à vigilância epidemiológica e ao diagnóstico da doença de Chagas, assim como ao acesso universal ao tratamento de AIDS e formação de pessoal nas áreas de especialidade da organização.
Em 1991, MSF chegou ao Brasil, para combater uma epidemia de cólera na Amazônia. Com o controle do surto, a organização permaneceu na região até o ano de 2002, promovendo um trabalho de medicina preventiva com tribos indígenas. A primeira intervenção de MSF no país abriu uma das frentes de atuação: colaborar no acesso à saúde. A missão na Amazônia terminou quando ONGs (organização não governamentais) e DSEI (Distritos Especiais Sanitários Indígenas) assumiram o trabalho.
Em 1993, no Rio de Janeiro, MSF realizou sua primeira intervenção urbana, com um projeto de assistência a crianças em situação de rua. Foram realizados ao todo 15 projetos de MSF no Brasil.
No Rio de Janeiro, em 2003, MSF implantou um Centro de Saúde na comunidade de Marcílio Dias, no Complexo da Maré. Em outubro de 2007, MSF criou, também no Rio, uma Unidade de Emergência no Complexo de Favelas do Alemão, uma das áreas mais violentas do Brasil, conhecida como a "Faixa de Gaza" do Rio, e habitada por cerca de 150 mil pessoas. Em 2008, foram realizados 15.000 atendimentos na área.
Em 2008, MSF realizou treinamento de profissionais em diagnóstico para a doença de Chagas em nove estados da Amazônia.
Há uma significativa participação de brasileiros na organização. Somente em 2008, 40 profissionais da saúde juntaram-se às equipes internacionais de MSF.
Em 2016, a MSF lançou seu Guia de Fontes em Ajuda Humanitária, cujo objetivo é facilitar a cobertura jornalística de crises humanitárias que exigem uma grande mobilização internacional para salvar vidas. Além de um glossário geral de termos de ajuda humanitária, o material produzido (versão digital gratuita) conta com artigos de especialistas na área, depoimentos de jornalistas que atuaram em contextos de guerra e epidemias e uma lista de agências, organizações multilaterais e órgãos governamentais atuantes nesse cenário.

## Unidade Médica do Brasil (BRAMU - Brazilian Medical Unit)
Com o objetivo de capacitar e treinar profissionais para melhorar a qualidade de atuação nos projetos, MSF criou o BRAMU (Brazilian Medical Unit), a Unidade Médica do Brasil. Dessa forma, foram firmados acordos de cooperação com instituições brasileiras de excelência nas áreas de tuberculose, infectologia, ginecologia e pediatria.
O BRAMU é um departamento com sede no escritório de MSF Brasil e ligados aos centros operacionais de MSF na Bélgica e na Espanha. O departamento atua em três principais atividades:
- Consultoria médica às missões por profissionais e instituições brasileiras renomadas.
- Treinamentos para profissionais médicos que partirão em missão.
- Advocacy médico.

## Projetos de Médicos Sem Fronteiras Brasil
- Amazônia (1991-2002):
- Vigário Geral (1995-1998)
- Dentemania (1998-1999)
- Programa Local de Prevenção a DST/Aids (1996-2001)
- I e II Projetos de Capacitação de Gestores Comunitários
- Núcleo Comunitário, Social e de Saúde de Portus (1998-2001)
- Unidade Municipal de Assistência Médica Primária de Costa Barros (1998-2001)
- Médicos Solidários (1998-2001)
- Barra Mansa e Resende (2000)
- Vale do Jequitinhonha (2002)
- Projeto Meio-Fio (2000-2004)
- Centro de Atenção Integral à Saúde de Marcílio Dias (2003-2005)
- Oficinas de Capacitação e Gestão de Risco (2006)
- Unidade de Emergência do Complexo do Alemão (2007-2009)
- Atendimento às vítimas da enchente em Alagoas (2010)
- Atendimentos às vítimas dos deslizamentos de terras na Região Serrana do Rio de Janeiro (2011)
- Ajuda humanitária a mais de 1000 haitianos em Tabatinga - AM (2011-2012)
- Treinamentos para profissionais de saúde para tratamento de cólera devido às enchentes do Rio Madeira em Rondônia (2014)
- Distribuição de kits de higiene à imigrantes venezuelanos em Pacaraima e Boa Vista - Roraima e doação de medicamentos e kits de primeiros socorros para unidades de saúde públicas e abrigo de imigrantes em Pacaraima (2017)
- Ações de promoção de saúde e atendimentos de saúde mental para migrantes venezuelanos (2018- em andamento)